# 大分県道682号西寒多寒田線
大分県道682号西寒多寒田線（おおいたけんどう682ごう ささむたそうだせん）は、大分県大分市を通る一般県道である。

## 概要
大分市田尻から大分市宮崎に至る。
沿線には西寒多神社がある。

### 路線データ
- 起点：大分県大分市田尻（大分県道41号大分大野線起点）
- 終点：大分県大分市宮崎（寒田団地入口交差点、国道10号交点）

## 歴史
- 1959年（昭和34年）3月31日 - 大分県告示第374号により、県道西寒多寒田線として路線認定される（当時の整理番号は179）[1]。
- 1973年（昭和48年）4月2日 - 大分県告示第250号により県道西寒多寒田線として路線認定[2]。

## 地理

### 通過する自治体
- 大分市

### 交差する道路
| 交差する道路              | 交差する場所 | 交差する場所              |
| ------------------------- | ------------ | ------------------------- |
| 大分県道41号大分大野線    | 田尻         | 起点                      |
| 大分県道623号下世利寒田線 | 寒田         | 寒田小学校東交差点        |
| 国道10号                  | 宮崎         | 寒田団地入口交差点 / 終点 |

### 沿線
- 西寒多神社
- 大分市立寒田小学校